# Apalopteron familiare
Apalopteron familiare е вид птица от семейство Zosteropidae, единствен представител на род Apalopteron. Видът е почти застрашен от изчезване.

## Разпространение
Видът е разпространен в Япония.